# Elecciones estatales de Renania-Palatinado de 2011

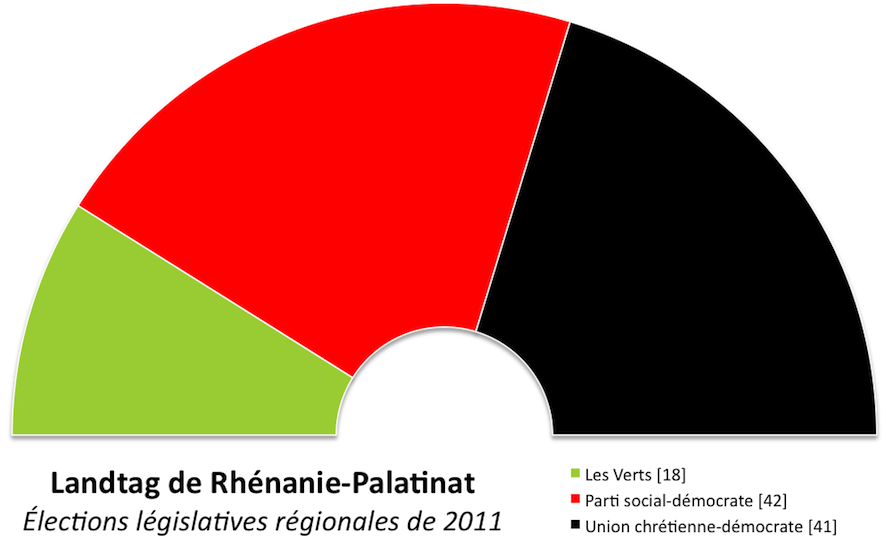
Escaños obtenidos por cada partido: el SPD en rojo, Los Verdes en verde y la CDU en negro.

La elección estatal de Renania-Palatinado (Alemania) de 2011 se llevó a cabo el 27 de marzo de 2011 para elegir a los 101 miembros del Parlamento Regional de Renania-Palatinado. Se llevó a cabo bajo el sistema de representación proporcional, en paralelo a las elecciones estatales de Baden-Württemberg.
En la elección de 2006, el ministro-presidente Kurt Beck y el Partido Socialdemócrata (SPD) habían obtenido mayoría absoluta. Para las elecciones de 2011, Christian Baldauf, líder de la oposición en el momento, propuso a Julia Klöckner para enfrentarse a Kurt Beck como candidata de la CDU.

## Resultados
Los resultados fueron:
| Partido                | Partido                | Votos directos | %            | Mandatos directos | Votos por lista | %            | Escaños | Escaños 2006 |
|                        | SPD                    | 699.572        | 37,71        | 23                | 666.817         | 35,69        | 42      | 53           |
|                        | CDU                    | 684.065        | 36,87        | 28                | 658.474         | 35,25        | 41      | 38           |
|                        | Grüne                  | 263.703        | 14,21        |                   | 288.489         | 15,44        | 18      |              |
|                        | FDP                    | 82.340         | 4,44         |                   | 79.343          | 4,25         |         | 10           |
|                        | Die Linke              | 60.044         | 3,24         |                   | 56.054          | 3,00         |         |              |
|                        | Freie Wähler           | 35.360         | 1,91         |                   | 43.348          | 2,32         |         |              |
|                        | PIRATEN                | 8.806          | 0,47         |                   | 29.319          | 1,57         |         |              |
|                        | NPD                    | 7.282          | 0,39         |                   | 20.586          | 1,10         |         |              |
|                        | REP                    | 7.646          | 0,41         |                   | 15.600          | 0,84         |         |              |
|                        | ödp                    | 4.706          | 0,25         |                   | 6.997           | 0,37         |         |              |
|                        | ddp                    |                |              |                   | 1.656           | 0,09         |         |              |
|                        | BüSo                   | 183            | 0,01         |                   | 1.504           | 0,08         |         |              |
|                        | PBC                    | 279            | 0,02         |                   |                 |              |         |              |
|                        | Jansen*                | 413            | 0,02         |                   |                 |              |         |              |
|                        | parteiunabhängig*      | 733            | 0,04         |                   |                 |              |         |              |
| total votos válidos    | total votos válidos    | 1.855.136      | 100,00 97,19 | 51                | 1.868.187       | 100,00 97,88 | 101     | 101          |
| votos nulos            | votos nulos            | 53.598         | 2,81         |                   | 40.547          | 2,12         |         |              |
| Votantes Participación | Votantes Participación | 1.908.734      | 100,00 61,81 |                   | 1.908.734       | 100,00 61,81 |         |              |
| No votantes            | No votantes            | 1.179.465      | 38,19        |                   | 1.179.465       | 38,19        |         |              |
| Total                  | Total                  | 3.088.199      | 100,00       |                   | 3.088.199       | 100,00       |         |              |

* Candidato independiente
En las elecciones, el SPD sufrió grandes pérdidas, cayendo en un 10% y ganando sólo un escaño más que la Unión Demócrata Cristiana. Los principales ganadores fueron Alianza 90/Los Verdes, quienes entraron nuevamente en el parlamento regional con más de un 15% de los votos, después de no haber obtenido el 5% mínimo en 2006. Sin embargo, el Partido Democrático Liberal no logró sobrepasar el 5%, y por lo tanto perdió los 10 escaños que había ganado en la elección anterior. Como consecuencia, Rainer Brüderle renunció como presidente del FDP en Renania-Palatinado.